# Грін-Веллі-Фармс (Техас)
Грін-Веллі-Фармс (англ. Green Valley Farms) — переписна місцевість (CDP) в США, в окрузі Камерон штату Техас. Населення — 655 осіб (2020).

## Географія
Грін-Веллі-Фармс розташований за координатами 26°7′17″ пн. ш. 97°33′37″ зх. д. / 26.12139° пн. ш. 97.56028° зх. д. (26.121259, -97.560416).  За даними Бюро перепису населення США в 2010 році переписна місцевість мала площу 10,26 км², з яких 9,99 км² — суходіл та 0,27 км² — водойми.

## Демографія
Згідно з переписом 2010 року, у переписній місцевості мешкали 1272 особи в 285 домогосподарствах у складі 253 родин. Густота населення становила 124 особи/км².  Було 330 помешкань (32/км²).
Расовий склад населення:
| - 84,2 % — білих - 1,0 % — чорних або афроамериканців - 0,5 % — корінних американців - 0,1 % — азіатів - 13,7 % — осіб інших рас |

До двох чи більше рас належало 0,6 %. Частка іспаномовних становила 96,9 % від усіх жителів.
За віковим діапазоном населення розподілялося таким чином: 38,2 % — особи молодші 18 років, 54,8 % — особи у віці 18—64 років, 7,0 % — особи у віці 65 років та старші. Медіана віку мешканця становила 24,2 року. На 100 осіб жіночої статі у переписній місцевості припадало 98,4 чоловіків;  на 100 жінок у віці від 18 років та старших — 98,5 чоловіків також старших 18 років.
За межею бідності перебувало 37,5 % осіб, у тому числі 77,8 % дітей у віці до 18 років та 35,6 % осіб у віці 65 років та старших.
Цивільне працевлаштоване населення становило 188 осіб. Основні галузі зайнятості: науковці, спеціалісти, менеджери — 60,1 %, освіта, охорона здоров'я та соціальна допомога — 25,5 %, сільське господарство, лісництво, риболовля — 14,4 %.